# Kauhaneva - Pohjankangas (SCI)
Kauhaneva - Pohjankangas (SCI) este o arie protejată (arie specială de conservare — SAC, sit de importanță comunitară — SCI) din Finlanda întinsă pe o suprafață de 6.849,2 ha, integral pe uscat.

## Localizare
Centrul sitului Kauhaneva - Pohjankangas (SCI) este situat la coordonatele 62°10′59″N 22°25′13″E / 62.1831°N 22.4203°E.

## Înființare
Situl Kauhaneva - Pohjankangas (SCI) a fost declarat sit de importanță comunitară în august 1998 pentru a proteja 1 specie de plante și 2 specii de animale. Situl a fost protejat și ca arie specială de conservare în aprilie 2015.

## Biodiversitate
Situată în ecoregiunea boreală, aria protejată conține 14 habitate naturale: Cursuri de apă de la nivel de câmpie la nivel montan, cu vegetație Ranunculion fluitantis și Callitricho-Batrachion, Turbării active, Mlaștini oligotrofe degradate, capabile încă de regenerare naturală, Mlaștini turboase de tranziție și turbării mișcătoare, Izvoare fino-scandinave și mlaștini produse de izvoare bogate în minerale, Mlaștini alcaline, Turbării Aapa, Taiga vestică, Păduri de conifere pe eskere fluvioglaciare sau legate la acestea, Păduri caducifoliate de mlaștină fino-scandinave, Mlaștini împădurite, Ape oligotrofe din câmpii nisipoase, cu un conținut foarte redus de minerale (Littorelletalia uniflorae), Lacuri și iazuri distrofice naturale, Râuri naturale fino-scandinave.
La baza desemnării sitului se află mai multe specii protejate:
- plante (1): Herzogiella turfacea
- mamifere (2): vidră de râu (Lutra lutra), veveriță zburătoare siberiană (Pteromys volans)

Pe lângă speciile protejate, pe teritoriul sitului au mai fost identificate 9 specii de plante, 2 specii de mamifere, 1 specie de nevertebrate.